# Jaime Wheelock
Jaime Wheelock Román (Jinotepe, 31 de julio de 1946) es un abogado, sociólogo y político nicaragüense.

## Biografía
Estudió primaria y secundaria en el Instituto Pedagógico La Salle de Managua. En la ciudad de León comenzó a estudiar Medicina pero cambió a Derecho.
En 1970 se exilió a Chile donde se graduó como abogado y sociólogo por la Universidad de Chile y FLACSO.  
Miembro del Frente Sandinista de Liberación Nacional desde 1967, fue nombrado miembro de la Dirección Nacional en 1973. Fue el líder de la "Tendencia Proletaria" en la década de 1970 y uno de los nueve comandantes de la Revolución Sandinista que derrocó al régimen de Somoza. Después de 1979 se convirtió en ministro de Desarrollo Agropecuario y del Instituto de Reforma Agraria (MIDA-INRA) en el gobierno sandinista de la década de 1980.
Después de la derrota electoral del FSLN en 1990 participó en las negociaciones y los acuerdos de transición y se mantuvo en la Dirección Nacional del FSLN hasta el segundo congreso de ese partido en 1994.
Después de 1990 obtuvo una maestría en administración pública en la Universidad de Harvard.
Después de las protestas de 2018 contra el gobierno Ortega-Murillo manifestó su solidaridad con los manifestantes.
Wheelock afirmó en una entrevista que una de las opciones que tenía Daniel Ortega era "renunciar y actuar como estadista”.

Desde 1996 es Presidente de la ONG Instituto para el Desarrollo y la Democracia IPADE, organización que fue intervenida por orden gubernamental en 2018.

## Obras
Wheelock ha escrito varias obras: 
- Imperialismo y Dictadura

- Raíces indígenas de la lucha anticolonialista en Nicaragua

- La verdad sobre La Piñata

- Diciembre Victorioso

- El Desarrollo económico de Nicaragua y La Reforma Agraria Sandinista